# Шубины Ставы
Шу́бины Ставы́ (укр. Шу́бині Стави́) — село в Лысянском районе Черкасской области Украины.

## История
Являлось селом Виноградской волости Звенигородского уезда Киевской губернии Российской империи.
В июле 1995 года Кабинет министров Украины утвердил решение о приватизации находившегося здесь совхоза.
Население по переписи 2001 года составляло 755 человек.

## Местный совет
19342, Черкасская обл., Лысянский р-н, с. Шубины Ставы